# ジェスロ・タル・ライヴ
『ジェスロ・タル・ライヴ』（原題：Bursting Out）は、イギリスのプログレッシブ・ロック・バンド、ジェスロ・タルが1978年に録音・発表した、キャリア初のライブ・アルバム。

## 背景
アルバム『逞しい馬』（1978年）のリリースに伴い、1978年5月から6月にかけて行われたヨーロッパ・ツアーにおけるライブ録音が収録された。具体的な公演日・公演地はクレジットに記載されておらず、イアン・アンダーソンによれば、ツアーの全日程を8トラック・レコーダーで録音し、イギリスへ戻ってからベスト・テイクを選んだという。ただし、本作に収録されたクロード・ノブス（モントルー・ジャズ・フェスティバルを創始したプロモーター）によるMCは、アンダーソンによればベルン公演における録音で、バンドは1972年にモントルーに滞在していた頃、ノブスの世話になったことがあった。

## 反響・評価
全英アルバムチャートでは8週トップ100入りし、最高17位を記録した。アメリカでは15週Billboard 200入りし、1978年12月2日に最高21位を記録した。
Bruce Ederはオールミュージックにおいて5点満点中3点を付け「グループが当時アリーナ・ロック・バンドとしての地位を得ていたことを考えれば、驚くほど音質が良く、そして選曲は、グループの歴史における代表曲で固められている」と評している。

## リイシュー
本作が初CD化された際、イギリスやヨーロッパでは2枚組で発売されたが、アメリカでは1枚のCDにまとめられ、収録時間の制約から「スウィート・ドリーム」、「コナンドラム」、「クォートレイン」の3曲が削られた。2004年のリマスターCDは全世界とも完全盤で発売され、ディスク1およびディスク2に収録されたイントロダクションが、独立したトラックという形に変更された。

## 収録曲
特記なき楽曲はイアン・アンダーソン作。ディスク1 - 1.およびディスク2 - 1.は、楽曲でなくMC。

### ディスク1
1. クロード・ノブスのイントロダクション "Introduction by Claude Nobs" – 0:50
2. ノー・ララバイ "No Lullaby" – 4:47
3. スウィート・ドリーム "Sweet Dream" – 6:30
4. スケーティング・アウェイ "Skating Away on the Thin Ice of the New Day" – 4:30
5. 緑のジャック "Jack in the Green" – 3:12
6. 茶色のはつかねずみ "One Brown Mouse" – 3:53
7. ア・ニュー・デイ・イエスタデイ "A New Day Yesterday" – 2:27
8. フルート・ソロ（メリー・ジェントルメン〜ブーレ） "Flute Solo Improvisation / God Rest Ye Merry Gentlemen / Bourrée" (Ian Anderson / Traditional / J.S. Bach) – 6:08
9. 大いなる森 "Songs from the Wood" – 2:40
10. ジェラルドの汚れなき世界 "Thick as a Brick" – 12:26

### ディスク2
1. イアン・アンダーソンのイントロダクション "Introduction by Ian Anderson" – 0:42
2. 女狩人 "Hunting Girl" – 5:44
3. ロックンロールにゃ老だけど死ぬにはチョイと若すぎる "Too Old to Rock 'n' Roll: Too Young to Die" – 3:56
4. コナンドラム "Conundrum" (Martin Barre, Barriemore Barlow) – 6:57
5. 天井桟敷の吟遊詩人 "Minstrel in the Gallery" – 5:41
6. クロス・アイド・マリー "Cross-Eyed Mary" – 3:58
7. クォートレイン "Quatrain" (M. Barre) – 1:33
8. アクアラング "Aqualung" (I. Anderson, Jennie Anderson) – 8:37
9. 蒸気機関車のあえぎ（ロコモーティヴ・ブレス） "Locomotive Breath" – 5:34
10. ザ・ダンバスターズ・マーチ "The Dambusters March" (Eric Coates) – 3:26

## 参加ミュージシャン
- イアン・アンダーソン - ボーカル、フルート、アコースティック・ギター
- マーティン・バー[注釈 1] - エレクトリック・ギター、マンドリン、マリンバ
- ジョン・エヴァン - ピアノ、シンセサイザー、オルガン、アコーディオン
- ジョン・グラスコック - ベース、エレクトリック・ギター、バッキング・ボーカル
- バリモア・バーロウ - ドラムス、グロッケンシュピール
- デヴィッド・パーマー - シンセサイザー、オルガン